# Namibia ai Giochi della XXIX Olimpiade
La Namibia ha partecipato ai Giochi della XXIX Olimpiade di Pechino, svoltisi dall'8 al 24 agosto 2008, con una delegazione di 10 atleti.

## Atletica leggera
| Gara           | Atleta       | Qualificazioni | Qualificazioni | Finale | Finale |
| Gara           | Atleta       | Misura         | Pos.           | Misura | Pos.   |
| -------------- | ------------ | -------------- | -------------- | ------ | ------ |
| Salto in lungo | Stephan Louw | 7,93 m         | 13             |        |        |

| Gara    | Atleta           | Batterie | Batterie | Semifinali | Semifinali | Finale    | Finale |
| Gara    | Atleta           | Tempo    | Pos.     | Tempo      | Pos.       | Tempo     | Pos.   |
| ------- | ---------------- | -------- | -------- | ---------- | ---------- | --------- | ------ |
| 800 m   | Agnes Samaria    | 2'02"18  | 5        |            |            |           |        |
| 1500 m  | Agnes Samaria    |          |          | 4'15"80    | 7          |           |        |
| Maraton | Helalia Johannes |          |          |            |            | 2h 35'22" | 40     |
| Maraton | Beata Naigambo   |          |          |            |            | 2h 33'29" | 28     |

## Ciclismo

### Su strada
| Gara         | Atleta         | Tempo      | Posizione |
| ------------ | -------------- | ---------- | --------- |
| Eric Hoffman | Corsa in linea | 6h 26' 17" | 22        |

### Mountain bike
| Gara          | Atleta                 | Tempo        | Posizione    |
| ------------- | ---------------------- | ------------ | ------------ |
| Manie Heymans | Cross country maschile | non concluso | non concluso |

## Pugilato
| Gara               | Atleta           | Sedicesimi                      | Ottavi                         | Quarti | Semifinali | Finale |
| ------------------ | ---------------- | ------------------------------- | ------------------------------ | ------ | ---------- | ------ |
| Pesi mosca leggeri | Jafet Uutoni     | bye                             | Łukasz Maszczyk (Polonia) 5-+5 |        |            |        |
| Pesi leggeri       | Julius Indongo   | Anthony Little (Australia) 2-14 |                                |        |            |        |
| Pesi welter        | Mujandjae Kasuto | Andrey Balanov (Russia) 5-8     |                                |        |            |        |

## Tiro
| Gara           | Atleta      | Qualificazioni | Qualificazioni | Finale    | Finale |
| Gara           | Atleta      | Punteggio      | Pos.           | Punteggio | Pos.   |
| -------------- | ----------- | -------------- | -------------- | --------- | ------ |
| Trap femminile | Gaby Ahrens | 52             | 20             |           |        |